# Mikhaïl Issakovski
Œuvres principales
Katioucha
Mikhaïl Vassilievitch Issakovski (en russe : Михаил Васильевич Исаковский), né le 7 janvier 1900 (19 janvier dans le calendrier grégorien) à Glotovka, près de Smolensk, sous l'Empire russe, et mort le 20 juillet 1973 à Moscou en Union soviétique, est un poète et parolier russe et soviétique, membre de l'Union des écrivains soviétiques. Il a aussi appris l'espéranto.
Devenu communiste en 1918, Issakovski écrivit de nombreux poèmes et chansons à la gloire du régime soviétique dont certaines sont interprétées dans les films. Sa chanson la plus célèbre est incontestablement Katioucha, plutôt apolitique, qu'il écrivit en 1938,.
L'écrivain est aussi élu député du Soviet suprême de la RSFS de Russie.
Il est enterré à Moscou, au cimetière de Novodevitchi.

## Distinctions
- Ordre du Drapeau rouge du travail (1939, 1945)
- Prix Staline (1943, 1949)
- Ordre de Lénine (1950, 1960, 1970)
- Héros du travail socialiste (1970)
- Ordre de l'Insigne d'honneur

## Œuvres
- Dans la forêt près du front